# 7648 Tomboles
7648 Tomboles è un asteroide della fascia principale. Scoperto nel 1989, presenta un'orbita caratterizzata da un semiasse maggiore pari a 2,1565047 UA e da un'eccentricità di 0,1115194, inclinata di 2,72335° rispetto all'eclittica.
L'asteroide è dedicato all'astrofilo britannico Tom Boles autore della scoperta di 118 supernovae e dell'asteroide 84417 Ritabo.